# Der stille Grund
Der stille Grund ist ein Gedicht des deutschen Lyrikers und Schriftstellers Joseph von Eichendorff. Laut Hilda Schulhof wurde das Gedicht erstmals in dem heute verschollenen „Sedlnitzer Fund“ am 19. Juni 1835 von Eichendorff niedergeschrieben. Der Erstdruck erfolgte in dem von Adelbert von Chamisso herausgegebenen Deutschen Musenalmanach für 1837. Im selben Jahr wurde es außerdem vom Verlag Duncker & Humblot in dem Buch Gedichte von Joseph Freiherrn von Eichendorff (S. 420 f.) veröffentlicht.

## Inhalt
Der stille Grund ist ein Gedicht von Eichendorff über eine Nixe:
Der Mondenschein verwirret

Die Täler weit und breit,

Die Bächlein, wie verirret,

Gehn durch die Einsamkeit

Da drüben sah ich stehen

Den Wald auf steiler Höh,

Die finstern Tannen sehen

In einer tiefen See.

Ein Kahn wohl sah ich ragen,

Doch niemand der es lenkt,

Das Ruder war zerschlagen,

Das Schifflein halb versenkt.

Eine Nixe auf dem Steine

Flocht dort ihr goldnes Haar,

Sie meint’, sie wär’ alleine,

Und sang so wunderbar.

Sie sang und sang, in den Bäumen

Und Quellen rauscht‘ es sacht

Und flüsterte wie in Träumen

Die mondbeglänzte Nacht.

Ich aber stand erschrocken,

Denn über Wald und Kluft

Klangen die Morgenglocken

Schon ferne durch die Luft.

Und hätt’ ich nicht vernommen

Den Klang zu guter Stund’:

Wär’ nimmer mehr gekommen

Aus diesem stillen Grund.

## Form
Das Gedicht mit 28 Versen besteht aus sieben vierzeiligen Strophen mit einem regelmäßigen Reimschema abab. 

## Interpretation
Eichendorff ordnete Der stille Grund den Romanzen zu. Das Gedicht handelt von der Sage der Loreley, die im 19. Jahrhundert und bisweilen noch heute oft für eine uralte Sage gehalten wurde beziehungsweise wird, jedoch erstmalig 1801 in der Ballade Zu Bacharach am Rheine von Clemens Brentano als Figur erscheint. Im Vergleich zu anderen Gedichten, in denen eine Nixe oder eine schöne Jungfrau in Verbindung mit einem Schiffer eine wichtige Rolle spielt, finden sich in Eichendorffs Werk einige Unterschiede. In Heinrich Heines Ich weiß nicht, was soll es bedeuten etwa lebt der Schiffer noch, hier allerdings ist er bereits tot, als das lyrische Ich den Vorgang erfasst. Anders als in anderen Versionen ist in Der stille Grund außerdem nicht mehr der Schiffer das bedrohte Opfer, sondern das lyrische Ich selbst.
In den ersten beiden Strophen wird zunächst die nächtliche Szenerie, bestehend aus Wald, Tälern und See, skizziert, auf die in romantischer Manier der „Mondenschein“ (V. 1) fällt. Die Verwendung des Präsens in der ersten Strophe deutet die Allgemeingültigkeit dieser Landschaft an. Erst mit Einführung des lyrischen Ichs in der zweiten Strophe wechselt das Tempus zu einem von der Vergangenheit erzählenden Präteritum. Als würde das lyrische Ich seinen Blick über den Schauplatz gleiten lassen, werden dem Leser im Folgenden immer mehr Details offenbart: zunächst der zerstörte Kahn, dessen Unglück (vorerst) ungeklärt bleibt, und anschließend die Nixe, die ihr schönes „goldnes Haar“ (V. 14) flicht und singt. Wie die gesamte Szenerie scheint auch sie einem romantischen Traum entsprungen zu sein, was der Rückbezug auf die „mondbeglänzte Nacht“ (V. 20) vom Anfang veranschaulicht. Die von der Nixe ausgehende Gefahr wird rhythmisch durch einen Bruch im Metrum beim Auftreten derselben hervorgehoben. Das lyrische Ich scheint sich dieser jedoch nicht bewusst zu sein, obwohl es die Trümmer ihres Opfers sieht („Das Ruder war zerschlagen,/ Das Schifflein halb versenkt.“ V. 11 f.). Stattdessen wird die Nixe träumerisch idealisierend beschrieben, ganz so, als sei das lyrische Ich der Schönheit dieses mystischen Wesens bereits verfallen. Von Angst vor ihr kann in diesem Moment keine Rede sein. Erst die „Morgenglocken“ (V. 23) reißen, begleitet von einem erneuten Bruch im Metrum, das lyrische Ich aus der Trance gegenüber der Nixe und bringen es zurück in die Realität. Sie läuten nicht nur den Tag ein, sondern mit ihm eine Welt jenseits von romantischer Verklärung und verdrängtem Unbewussten, für das der titelgebende „stille Grund“ als Metapher dient. Dass das rettende Symbol, die Glocke, ein christliches ist, ist kein Zufall, steht sie doch für die christliche Ordnung, in die das lyrische Ich aus seiner naturhaften Traumwelt zurückgerufen wird.